# 環藥房自行車賽
《環藥房自行車賽》（英語：Tour de Pharmacy），是一部諷刺體育禁藥的仿紀錄片式電影，由傑克·沙曼斯基執導，安迪·山伯格、佛瑞迪·海默、奧蘭多·布魯、戴維德·迪格斯與約翰·希南主演，於2017年7月8日在HBO首播。

## 故事
1982年，環法自由車賽爆出巨大醜聞，因為比賽中的一次意外，大量選手施用禁藥的事實暴露在攝影機前，舉世譁然。在輿論壓力下，國際自由車總會（UCI）只能開啟調查，170位選手紛紛因為行賄與使用禁藥而失去比賽資格，最後僅有5位選手得以繼續參賽，分別是奈及利亞籍的有錢公子馬帝·哈斯、神秘的法國籍車手亞德里安·巴頓、驕傲自負的義大利籍車手裘裘·帕皮、身材壯碩到不合理的奧地利籍車手古斯塔夫·迪特斯以及美國傳奇棒球明星傑基·羅賓森不成器的姪子，山姆·羅賓森。
為了維持最後的顏面，UCI讓只剩下五名選手的大賽繼續舉行，而最後五名選手也不負眾望地繼續出包，先是山姆·羅賓森竟然被女觀眾勾引，直接離開賽場，成為法國第一位黑人奶農。在下一段賽程，古斯塔夫·迪特斯因為被路邊觀眾嘲笑他太笨重，一怒之下竟在上坡路段騎出了比下坡還快的時間，引人懷疑；當晚，警方突襲了他的宿舍，在他的冰箱裡發現了多袋血液，原來他使用血液回輸技術（blood doping）增強自己的爆發持續時間，因此遭到取消資格。隔日，比賽來到庇里牛斯山脈的長山路賽道，裘裘·帕皮一馬當先，但是在越過頂點的時候因為混用多種禁藥又劇烈運動，身體終於承受不住，當場心臟爆裂而亡。因為自行車的循跡性，他仍然持續下坡了12分鐘，最後衝出賽道，掉下懸崖。剩下的兩名選手，馬帝·哈斯與亞德里安·巴頓在競爭中互相吸引，竟丟下比賽，跑到路邊的山溝裡發生了關係。馬帝因此發現了亞德里安是女兒身的秘密，並同意幫她保密，因此兩人也意外成為了第一對正式出櫃的職業運動員。回到賽道，兩人將自行車綁在一起，以保證他們可以同時獲勝，把剩下的比賽變成了情侶郊遊。
比賽來到最後一天，正無聊的跟在兩情侶後面的BBC記者雷克斯·桑尼卡被大會告知，因為他為了進行實時報導，循正規管道報名參賽，也按規定騎完了所有賽道，因此除了馬帝·哈斯與亞德里安·巴頓以外，他也有資格競爭環法自由車賽冠軍，並且他也試圖這樣做了。為了幫助馬帝獲勝，亞德里安解開繩子，主動衝撞雷克斯，將他撞倒在地，但是雷克斯落地時不幸撞上了一顆石頭，當場折斷頸椎而死，亞德里安的身分也因此曝了光，失去比賽資格還被逮捕，被判處了35年徒刑。事後證明，雷克斯為了跟上職業選手們的步伐，將自行車做了電動化處理。
眼看馬帝即將獲得最終冠軍，前幾日跑掉的山姆·羅賓森竟然再次衝了出來，體力完整的山姆以大幅度的領先完勝馬帝，最後抱走了冠軍，成為第一位贏得環法自由車賽冠軍的黑人選手。
本片以紀錄片的方式製作，除了「當年」的紀錄影像之外，還穿插訪問了已人過中年的馬帝·哈斯、亞德里安·巴頓、古斯塔夫·迪特斯與山姆·羅賓森等四人，藍斯·阿姆斯壯、麥克·泰森等名人亦受邀客串自己，以受訪者的身分出場。

## 演員
- 安迪·山伯格（青年）、傑夫·高布倫（中年）飾 馬帝·哈斯（Marty Hass）：奈及利亞籍自行車手，白人，父親在奈及利亞擁有一座鑽石礦。
- 奧蘭多·布魯飾 裘裘·帕皮（JuJu Peppi）：義大利籍自行車手，在比賽途中因為混用多種禁藥，心臟病發而死。
- 佛瑞迪·海默（青年）、朱莉婭·奧蒙德（中年）飾 亞德里安·巴頓（Adrian Baton）：法國籍自行車手，本名亞德里安娜·巴頓（Adrianna Baton），女扮男裝參加比賽。
- 戴維德·迪格斯（青年）、丹尼·葛洛佛（中年）飾 山姆·羅賓森（Slim Robinson）：美國籍自行車手，美國傳奇棒球明星傑基·羅賓森的姪子（虛構）。
- 約翰·希南（青年）、杜夫·朗格林（中年）飾 古斯塔夫·迪特斯（Gustav Ditters）：奧地利籍自行車手，身材極為壯碩。
- 詹姆斯·馬斯登飾 雷克斯·桑尼卡（Rex Honeycut）：英國廣播公司（BBC）記者，隨隊採訪比賽。
- 凱文·貝肯飾 迪克·克拉肯（Ditmer Klerken）：國際自由車總會（UCI）主席。
- 內森·菲爾德飾 史都·羅克曼（Stu Ruckman）：國際反禁藥聯盟主席。
- 艾德瓦利·亞肯努耶-阿嘉巴傑飾 Olusegun Okorocha：馬帝的童年鄰居，真正的奈及利亞人。

旁白由喬·漢姆擔任，另外J·J·亞伯拉罕、藍斯·阿姆斯壯、麥克·泰森、喬·巴克與克里斯·韋伯均在片中客串自己，以受訪者的身分出場。

## 製作
在搞笑紀錄片七日地獄大獲成功後，安迪·山伯格與他的團隊開始尋找更多類似的題材。他們發現了與環法自由車賽相關的一連串歷史悠久的亂象，經過一段研究後完成改編劇本。藍斯·阿姆斯壯的角色可能是在他本人沒出鏡的前提下編寫的，但是經過聯絡，這位前自行車手同意參與拍攝。
本片採用仿紀錄片的方式製作，為了營造逼真氛圍，大部分比賽鏡頭使用Betamax拍攝，並經過適當後製。比賽的畫面只用了四天拍攝，但是訪談的部份為了配合客串名人的時間安排，用了比較長的時間。

## 評價
本片獲得普遍好評，但是讓因為使用禁藥而被終身禁賽的美國籍前自行車手藍斯·阿姆斯壯出鏡這一點受到批評。爛番茄基於17條評論給予89%的新鮮度，平均評分為7.5 / 10。Metacritic根據13條評論家的評論給予71分（滿分100分），表明評價「普遍良好」。